# حساب الجمل
| حساب الجمَّل | حساب الجمَّل | حساب الجمَّل | حساب الجمَّل | حساب الجمَّل | حساب الجمَّل | حساب الجمَّل | حساب الجمَّل |
| ---------- | ---------- | ---------- | ---------- | ---------- | ---------- | ---------- | ---------- |
| ا          | 1          | ي          | 10         | ق          | 100        | غ          | 1000       |
| ب          | 2          | ك          | 20         | ر          | 200        | بغ         | 2000       |
| جـ         | 3          | ل          | 30         | ش          | 300        | جغ         | 3000       |
| د          | 4          | م          | 40         | ت          | 400        | دغ         | 4000       |
| هـ         | 5          | ن          | 50         | ث          | 500        | هغ         | 5000       |
| و          | 6          | س          | 60         | خ          | 600        | وغ         | 6000       |
| ز          | 7          | ع          | 70         | ذ          | 700        | زغ         | 7000       |
| ح          | 8          | ف          | 80         | ض          | 800        | حغ         | 8000       |
| ط          | 9          | ص          | 90         | ظ          | 900        | طغ         | 9000       |

حِسَاب الجُمَّل هي طريقة لتسجيل صور الأرقام والتواريخ باستخدام الحروف الأبجدية، إذ يُعطى كل حرف رقما معينا يدل عليه. فكانوا من تشكيلة هذه الحروف ومجموعها يصلون إلى ما تعنيه من تاريخ مقصود وبالعكس كانوا يستخدمون الأرقام للوصول إلى النصوص.
وهو حساب استخدم في اللغات السامية؛ حيث نجده مستعملًا في بلاد الهند قديمًا، وعند اليهود؛ فالأبجدية العبرية تتطابق مع الأبجدية العربية حتى حرف التاء (أبجد، هوز، حطي، كلمن، سعفص، قرشت) أي تتكون من 22 حرفا وتزيد العربية: ثخذ، ضظغ. واستخدمه المسلمون في تثبيت التاريخ. لكل حرف مدلول رقمي يبدأ بالرقم 1 وينتهي عند الرقم 1000.

## بداياته

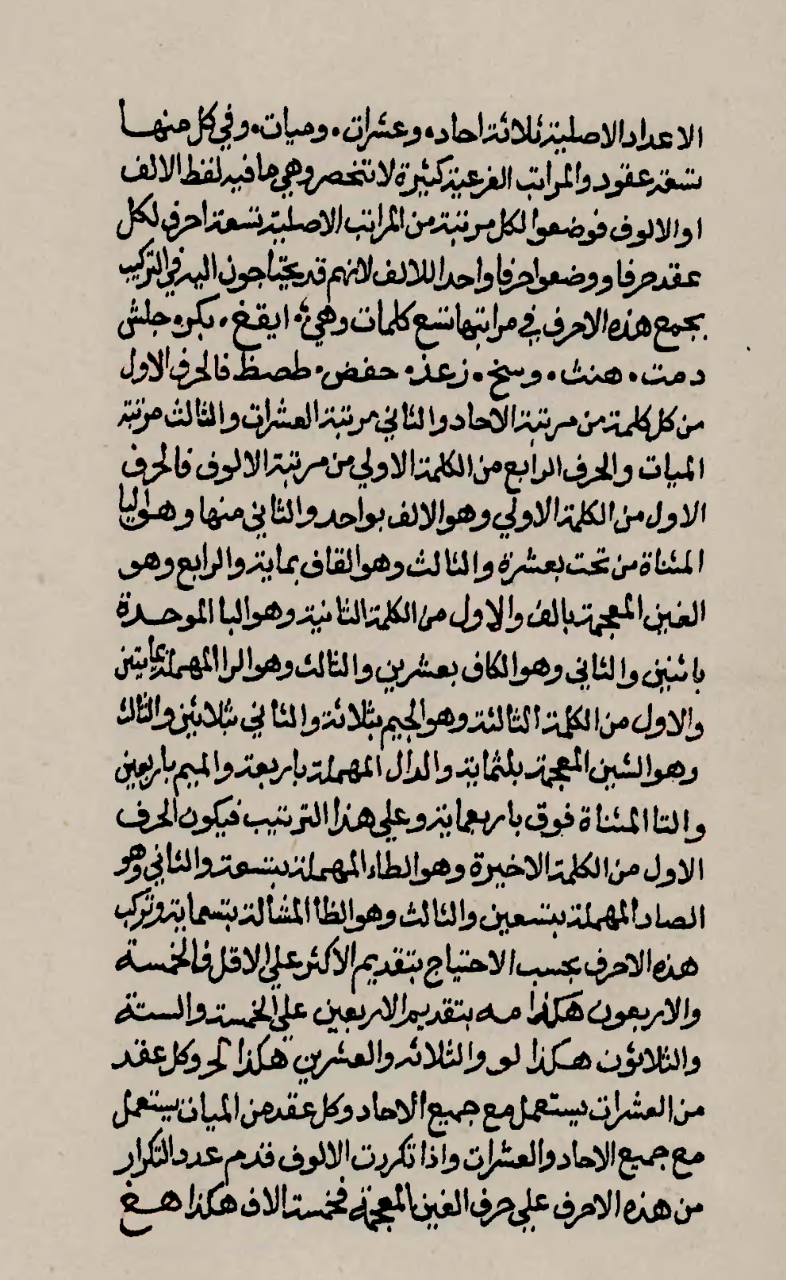
الصفحة الثانية من مخطوطة كتاب رقائق الحقائق في حساب الدرج والدقائق لابن المجدي (1366–1447)، محفوظة في مكتبة الكونغرس بواشنطن، حيث يعرض الكاتب استعمال حروف الجمل، وهي الحروف العربية المستعملة في كتابة الأعداد قبل اختراع الأرقام العربية

بعد أن هجر العرب أنظمة الترقيم القديمة كأرقام الخط المسند الذي ساد في اليمن القديم، أو تلك التي ورثوها عن الآراميين والفينيقيين كأرقام الأبجدية الفينيقية وغيرها، بدأوا يَعُدّون باستخدام الأحرف الهجائية ومنها نشأ حساب الجُمّل هذا. حيث وبعد انتشار دين الإسلام ونزول القرآن الكريم وتوسع رقعة الخلافة المسلمة وقيام دولتها الكبرى دعت الحاجة إلى الحساب واستخدام الأرقام للعد، اقتبس عندها المسلمون من فتوحاتهم حساب الجُمّل.
وقد استمر حساب الجُمّل زمناً طويلاً، يستعمله العرب في علومهم، وتجارتهم، وجداولهم الفلكية، وحساب أوزانهم، وكذلك في التأريخ للمعارك، والوفيات والأبنية وغيرها. فعلى سبيل المثال نرى في كتاب «القانون المسعودي» لأبي الريحان البيروني الذي عاش بين القرنين الرابع والخامس الهجري كثرة استخدامه لطريقة حساب الجُمّل.

## طريقة الحساب
تقوم هذه الطريقة على إعطاء كل حرفٍ من حروف الهجاء قيمة عددية موجبة ثابتة ولا تتغير كما في الجدول أعلاه، ثم بعد ذلك يلجأون إلى التركيب للتعبير عن الأعداد من 2000 وحتى 1,000,000، وذلك عن طريق القاعدة المرتكزة على حرف الغين (غ) كما في الجدول أدناه.
| بغ | 2000   | قغ | 100,000   |
| جغ | 3000   | رغ | 200,000   |
| دغ | 4000   | شغ | 300,000   |
| طغ | 9000   | ظغ | 900,000   |
| يغ | 10,000 | غغ | 1,000,000 |
| كغ | 20,000 |    |           |

فإذا أرادوا كتابة الرقم (1240) كتبوا «غرم»، لأن الغين 1,000،  والراء 200، والميم 40، فكانوا يراعون عند تركيب الجُمّل أن يكون الحرف المعبر عن العدد الأكبر في المقدمة، ثم يليه الأصغر منه وهكذا دواليك فنجد من الأمثلة على ذلك:
- رب = 202 .
- ريح = 218 .
- شعب = 372 .

## أمثلة
يقال أنه عندما توفي السلطان الظاهر برقوق أول سلاطين المماليك البرجية، قام بعض الظرفاء بصياغة عبارة تحدد تاريخ وفاته فقال: «وفاة برقوق في المشمش»، وعندما نحسب تاريخ وفاة برقوق وهي «في المشمش» يكون الناتج:
(80+10+1+30+40+300+40+300) = 801، وبالتالي فتكون العبارة: «وفاة برقوق 801» هجرية وذلك صحيح.
يقال أيضاً أن شاعراً يسمى الدّلنجاوي مات فرثاه صديق له فقال:
ويتضح لنا أن تاريخ الوفاة يكون في معرفة حساب العبارة «مات الشعرُ بعدَهُ»، فيكون الحساب:
(40+1+400+1+30+300+70+200+2+70+4+5) = (1123)، وذلك يعني أن الشاعر الدلنجاوي توفي في عام 1123 للهجرة.